# 211

## Decese
- 4 februarie: Septimius Severus, împărat roman (n. 146)
- 26 decembrie: Publius Septimius Geta, cel de-al doilea fiu al împăratului Septimius Severus și frate cu Caracalla (n. 189)